# Gesualdo Bufalino
(Gesualdo Bufalino)
Gesualdo Bufalino (Comiso, 15 novembre 1920 – Vittoria, 14 giugno 1996) è stato uno scrittore, poeta e aforista italiano.
Per gran parte della vita insegnante, si è rivelato tardivamente, nel 1981, all'età di 61 anni, con il romanzo Diceria dell'untore, grazie all'incoraggiamento di Leonardo Sciascia ed Elvira Sellerio; l'opera gli valse nello stesso anno il prestigioso Premio Campiello. Con il romanzo Le menzogne della notte vinse nel 1988 il Premio Strega. Si rese famoso per il suo stile ricercato, ricco e in alcuni casi "anticheggiante", nonché per la sua abilità linguistica e la vasta cultura. Amico di Leonardo Sciascia, trascorse la maggior parte della sua vita a Comiso, mantenendo un'esistenza ritirata e discreta.

## Biografia

### L'infanzia e i primi studi
Nato da Biagio Bufalino e Maria Elia, Gesualdo Bufalino è, sin dall'infanzia, affascinato dalla letteratura e dai libri, e trascorre ore e ore nella piccola biblioteca del padre, un fabbro con la passione della lettura. Già da ragazzo, Bufalino si dimostra un "divoratore" di libri e della carta stampata in generale. Nonostante l'impossibilità di comprare ogni giorno un quotidiano, che divorava al pari dei libri, si arrangia in ogni modo per procurarsi sempre qualcosa di nuovo da leggere. Iniziò a frequentare il liceo a Comiso e a Ragusa. Nel 1936 tornò poi a Comiso, dove ebbe come insegnante di lettere Paolo Nicosia, un valente dantista, allievo di Giovanni Alfredo Cesareo. Studente diligente e interessato, portato per la scrittura, nel 1939 vinse il Premio letterario di prosa latina bandito dall'"Istituto nazionale di studi romani" e venne ricevuto a Palazzo Venezia da Benito Mussolini.

### L'università e la guerra
Successivamente si iscrive alla facoltà di Lettere e Filosofia dell'Università di Catania, ma nel 1942 a causa della seconda guerra mondiale è costretto a interrompere gli studi perché chiamato alle armi. Nel 1943, in Friuli, il sottotenente Bufalino è catturato dai tedeschi all'indomani dell'armistizio, ma riesce a fuggire poco dopo e si rifugia presso alcuni amici in Emilia-Romagna, dove per un po' va avanti dando lezioni. Nel 1944, però, si ammala di tisi, e sarà costretto a sopportare una lunga degenza, prima a Scandiano, dove ha a disposizione un'imponente biblioteca, poi, dopo il 1943, vicino a Palermo, in un sanatorio della Conca d'Oro, dal quale esce finalmente guarito nel 1946.
La permanenza in ospedale lo mette a dura prova, lasciando segni indelebili della sofferenza. Proprio questo lungo calvario, però, servirà da base e da motivo ispiratore, filtrato dalla memoria, nella sua opera d'esordio, una sorta di biografia nascosta tra le pagine di un racconto apparentemente distaccato, Diceria dell'untore (1981). Una volta guarito riprende gli studi e si laurea in Lettere nell'ateneo di Palermo, con la votazione di 106/110, discutendo una tesi in archeologia sul tema "Gli studi di archeologia e la formazione del gusto neoclassico in Europa (1738-1829)", il cui esemplare dattiloscritto è stato ritrovato nell'Archivio Storico di Ateneo dell'Università di Palermo in occasione dei lavori preparatori al trasferimento del materiale nei nuovi locali del convento seicentesco di Sant’Antonino. La tesi si annuncia come l’incunabolo del gusto per la rievocazione e il recupero di ciò che è stato, proprio di uno scrittore educato e cresciuto al culto della memoria intesa come ‘spontaneo sortilegio di ombre cinesi, teca di magiche epifanie, cinematografo di larve dissepolte dalla sabbia del tempo’ (Museo d’ombre). In questo, l'archeologo e lo scrittore sono simili: entrambi restituiscono luce all'ombra, rinominano i segni muti del passato e lo fanno rivivere nel sortilegio della teogonia dell’essere.

### Le prime pubblicazioni
Tra il 1946 e il 1948 pubblica su due periodici lombardi, L'Uomo e Democrazia, un gruppo di liriche e prose. Nel 1956 collabora, sempre con alcune poesie, a una rubrica del "Terzo Programma" della RAI. Nonostante un discreto successo, rinuncia alla carriera letteraria quasi subito, optando per una vita semplice, dedita alla ricerca interiore. Dal 1947 fino alla pensione si dedica all'insegnamento presso l'Istituto Magistrale di Vittoria, senza mai allontanarsi dalla natia Comiso se non per brevissimi periodi. Scrive una lunga introduzione al libro Comiso ieri. Immagini di vita signorile e rurale, una raccolta di fotografie scattate alla fine dell'Ottocento da due borghesi comisani, pubblicato nel 1978 dalla Sellerio, da cui era nata una mostra fotografica.
L'introduzione al volume fotografico Comiso ieri suscita la curiosità di Elvira Sellerio e di Leonardo Sciascia, i quali leggendo tra le righe le qualità di un possibile scrittore inedito, chiedono all'autore se conservi nei suoi cassetti un romanzo. Bufalino dapprima nega, spostando l'attenzione sulle sue traduzioni (come quella dei Fiori del male di Baudelaire).

### Diceria dell'untore
Intorno al 1950 comincia a lavorare sul progetto di un romanzo, abbandonando momentaneamente la poesia, che diventerà, a distanza di anni, il suo primo libro, Diceria dell'untore, ma non va oltre una prima stesura approssimativa. È solo nel 1971, a più di venti anni di distanza, che il libro verrà ripreso dall'autore. Nel 1981 dopo la pubblicazione di svariate traduzioni, tramite la personale amicizia sorta con Leonardo Sciascia e le insistenze di Elvira Sellerio, l'autore si convince a "rivelare" l'esistenza di un suo romanzo. Ormai sessantunenne, pone fine al lungo lavoro di revisione decennale del suo capolavoro consentendo finalmente la pubblicazione.

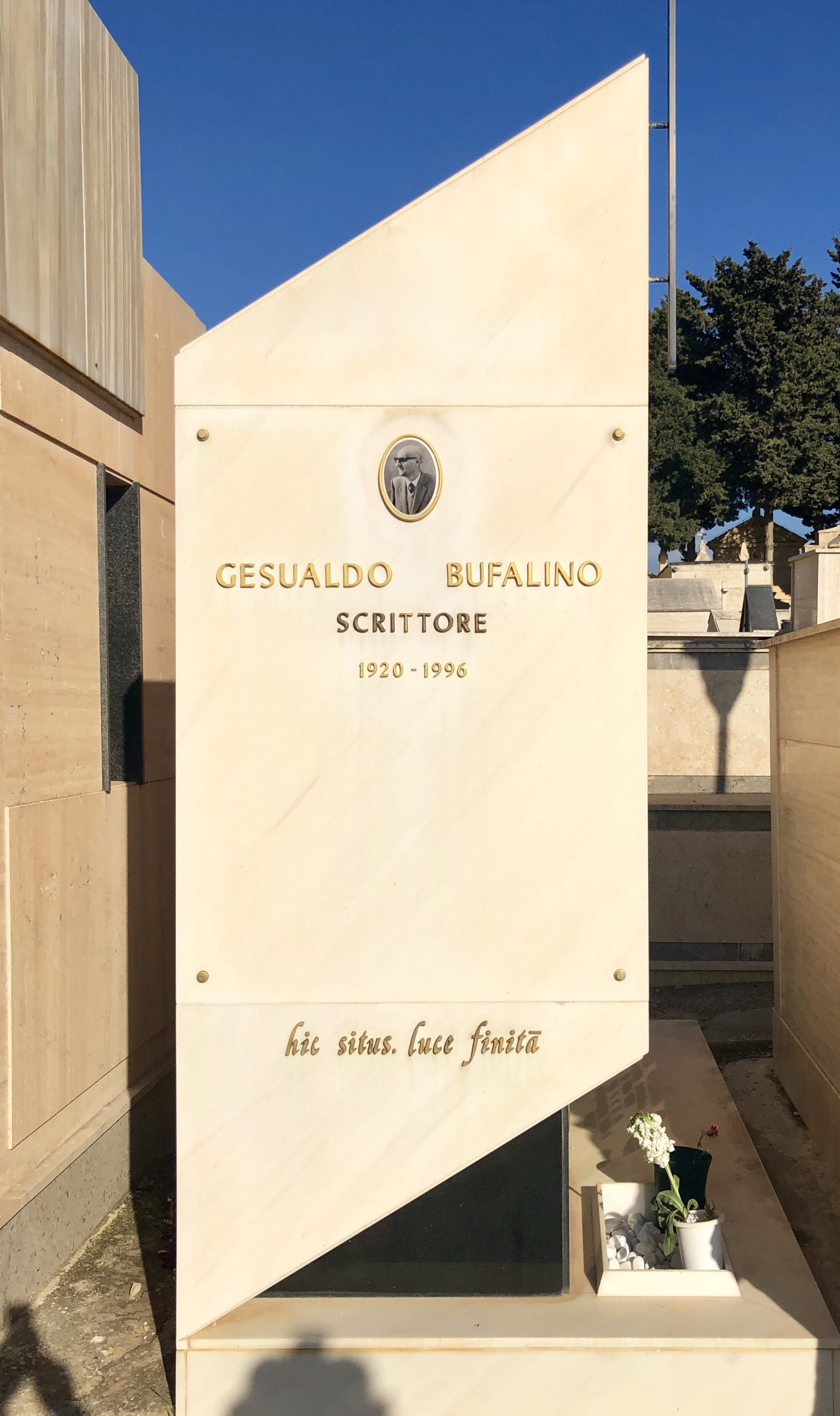
Tomba di Gesualdo Bufalino presso il cimitero di Comiso

L'opera "esplode" immediatamente in tutto il suo valore, e si trasforma in un caso letterario, che culmina con il conferimento del Premio Campiello nel 1981. Nel 1990 dal libro verrà tratto un film, per la regia di Beppe Cino, con Remo Girone, Lucrezia Lante della Rovere, Franco Nero, Vanessa Redgrave e Fernando Rey, che non farà altro che aumentare il clamore attorno al "caso" Bufalino.

### Gli ultimi anni
Dopo il suo "boom", Bufalino è colto da una prolifica frenesia letteraria, che lo porta a produrre grandi quantità di opere, che spaziano dall'amata poesia (L'amaro miele, 1982) alla prosa d'arte e di memoria (Museo d'ombre, sempre 1982), dalla narrativa (Argo il cieco, 1984, L'uomo invaso, 1986, Le menzogne della notte, 1988, che gli vale il premio Strega, Qui pro quo, 1991, Calende greche, 1992, Il Guerrin Meschino, 1993, Tommaso e il fotografo cieco, 1996) alla saggistica (Cere perse, 1985, La luce e il lutto, 1988, Saldi d'autunno, 1990, Il fiele ibleo, 1995), dagli aforismi (Il malpensante, 1987, Bluff di parole, 1994) alle antologie (Dizionario dei personaggi di romanzo, 1982; Il matrimonio illustrato, 1989, scritto insieme alla moglie, Cento Sicilie, 1994, curato con Nunzio Zago).

### La morte
Morì a causa di un incidente stradale il 14 giugno 1996, nella strada tra Comiso e Vittoria mentre, accompagnato da un amico, tornava dalla moglie. Ironia della sorte, Bufalino non aveva mai conseguito la patente. In quel periodo stava scrivendo un ultimo romanzo intitolato Shah Mat (L'ultima partita di Capablanca) sulla vita dello scacchista cubano José Raúl Capablanca, di cui restano solo due capitoli. La sua tomba si trova nel cimitero di Comiso, e reca l'epitaffio latino hic situs, luce finita.

## La cultura di Bufalino

Bufalino (a destra) mentre riceve il Premio Strega 1988 da Guido Alberti

Bufalino era un uomo di immensa cultura, lo dimostra la grande collezione di libri ora conservata presso la Fondazione Bufalino; a questo proposito, riguardo ai problemi del presente, affermò: "La cura è una sola: libri libri libri". Ricordava a memoria citazioni e passi di libri e poesie, inoltre era un cinefilo e un amante della musica, specie il jazz. Durante i suoi anni da professore, era solito scambiarsi battute in latino con il Preside dell'istituto. Il suo rapporto con la realtà era perlopiù legato ai ricordi, alla memoria, elemento che si ritrova spesso nelle sue opere; ma anche il gioco linguistico con le parole e persino con i lettori, con cui instaurava una grande complicità all'interno dei suoi romanzi. Il ricordo metteva in luce anche il suo rapporto con la morte e la malattia, esperienza vissuta con profonda commozione. Ma il suo guardare al passato non fa venir meno una visione moderna della letteratura, una rinnovata passione per la parola e una reinvenzione della struttura tradizionale del romanzo.
Grande amico di Leonardo Sciascia, ma anche di Salvatore Fiume, Franco Battiato, Piero Guccione, Claudio Abbado, Elisabetta Sgarbi, tra i suoi autori preferiti e di formazione c'erano Marcel Proust, Charles Baudelaire e Fëdor Michajlovič Dostoevskij ma soprattutto il suo amore di gioventù (ne "Il Malpensante" ricorderà l'episodio di Natasha sulla neve, in Guerra e Pace) Lev Nikolaevič Tolstoj.

## Le passioni di Bufalino
Gesualdo Bufalino si cimentò con impegno più che dilettantistico in un'infinità di campi extraletterari come ad esempio gli scacchi, gioco in cui sembra fosse un vero maestro, riuscendo a coltivare per tutta la sua esistenza alcune grandi passioni culturali.

### Il cinema
Fra i tanti interessi culturali di Bufalino, certamente il cinema fu uno di quelli che caratterizzarono maggiormente la sua formazione. Conobbe questa diversa lettura della realtà in pieno periodo fascista.
Per Gesualdo Bufalino, il cinema era il luogo in cui si manifestavano emozioni forti, che difficilmente sarebbe riuscito a dimenticare.
Attraverso le sue affermazioni, è possibile capire che vedeva nel cinema non solo un grande mezzo di comunicazione, ma anche un grande universo immaginario, una fonte inesauribile di sollecitazioni.
All'inizio della sua passione per il mezzo cinematografico risale la creazione di uno strumento di memoria: un piccolo quaderno, curato tra il 1934 e il 1955, in cui l'autore annotava tutti i film che andava a vedere nel piccolo cinema del suo paese oppure in qualche sala a Catania, quando inizia a frequentare l'università. Vi annotava tutti i film visti, ordinandoli per anno e per mese, segnalando il titolo, la casa di produzione e infine il regista. Poi a seguire aggiungeva il genere, la sigla della città in cui ha visto il film e infine il voto per ognuno di essi. Il giovane Bufalino era "obbligato" a vedere quello che giungeva a Comiso, cioè i film che arrivavano in questo piccolo paese di provincia, che per lo più erano prodotti del cinema americano, come per esempio Una notte all'opera di Sam Wood, Il pugnale cinese di Michael Curtiz, Il dottor Jekyll di Rouben Mamoulian.
Non era, invece, un appassionato di film italiani anche se andava a vederne qualcuno per apprezzare la bellezza di qualche attrice di quei tempi, come Alida Valli. Negli anni sessanta divenne un assiduo frequentatore di un Circolo del Cinema di Ragusa. Quelli erano tempi di fermento conoscitivo e lui voleva soprattutto riscoprire la visione di film muti o del primo sonoro. Le proiezioni erano seguite spesso da dibattiti ricordati positivamente dallo scrittore:
Nel suo primo romanzo ha fatto ricorso a un neologismo, l'aggettivo cineclubica, a proposito della nave di Nosferatu di Murnau, e questo a dimostrare una costante passione per il cineclub e il cinema più lontano, in bianco e nero. Per quanto riguarda il cinema più recente registi che hanno suscitato l'interesse di Bufalino sono stati ad esempio Rohmer e Peter Greenaway, ma anche più giovani come Almodóvar o il Tarantino di Pulp Fiction. Ma il vero grande amore di Bufalino è stato il cinema muto e la Hollywood degli anni trenta. Il cinema che ha avuto un'influenza specifica sulla sua cultura e sul suo lavoro letterario è stato quello americano e, soprattutto, quello francese.
La sua passione era con il tempo cresciuta sempre più, tanto che aveva anche deciso di realizzare un film; ne aveva parlato con l'amico Leonardo Sciascia, al quale era piaciuta l'idea perché anche lui era un appassionato cinefilo. Bufalino aveva pensato di intitolarlo Fatto successo e ambientarne la vicenda all'interno dell'isola. Il progetto non fu mai realizzato, ma è interessante rilevare come Bufalino e Sciascia considerassero il cinema anche un mezzo per ripercorrere e riscoprire la Sicilia. Lo scrittore Bufalino non sarebbe stato tale senza le suggestioni cinematografiche che si riscontrano nella sua narrativa, ricca di citazioni e richiami a film a lui cari; riferimenti che si possono trovare raccolti ne L'enfant du paradis, dove sono riportati tutti gli scritti di Bufalino sul cinema come Quel "sogno" d'un film,Quei ragazzi del loggione, tanti anni fa, La Sicilia e il cinema: nozze d'amore, Divagando su Sciascia, il cinema, la Sicilia, Per un incontro inventato, Marlene, cinquant'anni dopo. Parole dell'autore sul cinema:

### La musica
È noto l'amore di Bufalino per la lirica e la musica classica; un amore quello di chi tuttavia si definiva un "incompetente a metà", documentato dalle "citazioni" rintracciabili in alcune sue opere letterarie.
Il genere musicale prediletto da Bufalino fu il jazz: una vera e propria passione coltivata accanto a quella per il melodramma.
Fin dagli esordi il jazz ha fatto seguaci anche all'interno della comunità dei letterati.
L'autore comisano era particolarmente affezionato ai vecchi "78 giri" tant'è che nel suo ultimo romanzo rimprovera, con amarezza, l'evoluzione delle tecniche di incisione:
Lo scrittore, considerava il jazz una "curiosità" e a tale termine egli attribuiva il significato di interesse culturale fuori dall'ambito letterario, come lo era la musica classica o il cinema. È poi significativo che nell'evoluzione della sua curva artistica abbia tramutato tale "curiosità" in materiale letterario operando costanti riferimenti alla storia del jazz, alle sue origini e ai suoi protagonisti. Si possono così cogliere le correlazioni tra l'universo poetico dello scrittore e le atmosfere sonore che le sue pagine suggeriscono. Un conoscitore attento, che nei suoi libri faceva riferimento a Coleman Hawkins e Jack Teagarden, in Bluff di Parole, Bix Beiderbecke e Jelly Roll Morton, figura storica e carismatica del jazz di New Orleans, in Tommaso e il fotografo cieco,
ma anche Duke Ellington e Sidney Bechet in Argo il cieco; e infine l'amato Charlie Parker, che ha aperto nuovi percorsi alla musica jazz, e che Bufalino richiama più volte nei suoi testi:
Oltre quelli già citati, i grandi artisti prediletti da Bufalino furono Cootie Williams, il geniale solista Louis Armstrong, e Billie Holiday. I suoi dischi preferiti vanno da Careless love a Blue Moon, da Relaxin' at Camarillo a Singing the blues.
Egli riteneva la sua condizione di fruitore come quella di un "incompetente a metà":
Nel suo ultimo romanzo, a proposito della musica Bufalino scrive:

### La traduzione

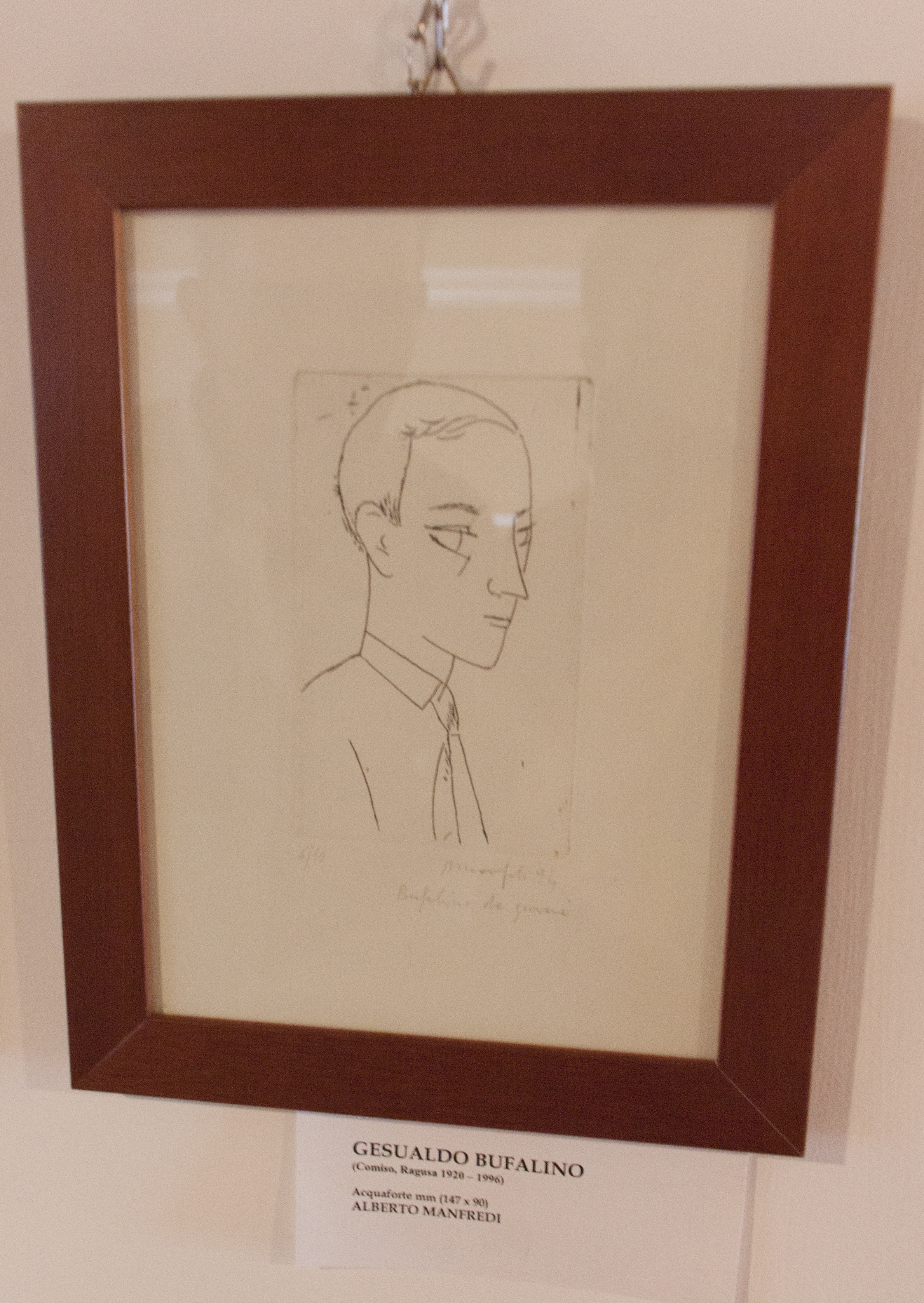
Un ritratto di Bufalino (acquaforte di Alberto Manfredi) conservato presso la Fondazione Sciascia, che faceva parte della sua collezione

Gesualdo Bufalino fu uno stimato traduttore di letteratura francese (e non solo) divenendo così un interprete finissimo di tale cultura, interessandosi a scrittori distanti e diversi per le modalità di scrittura.
Una passione coltivata fin dall'adolescenza quella di Bufalino per la letteratura straniera, che lo ha portato a farsi traduttore e interprete di numerosi autori stranieri e che lo ha fatto conoscere negli ambienti letterari ancor prima dei suoi romanzi.
Dopo la prefazione a un libro di fotografie, furono infatti le traduzioni a essere pubblicate dalla casa editrice Sellerio, ancor prima di Diceria dell'untore che valse allo scrittore comisano il Premio Campiello.
Una passione alimentata nei difficili anni in cui dovette lottare contro la tisi e approfondita in quelli dedicati all'insegnamento nelle scuole superiori.
La traduzione è stata per Bufalino un lavoro da autodidatta, iniziato quando lo scrittore aveva ancora sedici anni, con l'interesse per Baudelaire. E proprio su Baudelaire Bufalino condusse un originalissimo esperimento: quello della retroversione dall'italiano in francese de I fiori del male. Il giovane Bufalino non aveva a disposizione il testo francese, ma solo una traduzione italiana in prosa dalla quale cercò di ricostruire l'originale.
In età matura non si è occupato solamente di quest'opera, che ha pubblicato per Mondadori, ma anche di altri autori francesi; infatti seppe scovare nella produzione di scrittori come Giraudoux, Madame de La Fayette, Hugo, Renan e Toulet, opere minori che volse in italiano per Sellerio.
Da altre lingue in rilievo la versione degli Adelphoe, l'ultima delle sei commedie di Terenzio, approntata da Bufalino nel 1983 per l'Istituto Nazionale del Dramma Antico e messa in scena, quell'estate, al teatro greco di Segesta, con grande gioia del traduttore che poté assistere all'esordio in compagnia di alcuni amici.
Non meno importante, anche se meno nota, l'esperienza che Bufalino fece come traduttore delle Greguerías di Ramón Gómez de la Serna. Di questa traduzione ha parlato l'ispanista Anita Fabiani che ha evidenziato la capacità bufaliniana "di rendere il testo spagnolo tramite interventi della propria sensibilità di scrittore volta a volta delicatissimi ovvero massicci, con una spiccata preferenza per scelte lessicali più poetiche".
Per lui il testo tradotto doveva produrre nel lettore la stessa suggestione dell'originale. E a proposito del ruolo del traduttore lo stesso Bufalino dice:
Direttamente dalle carte dello scrittore si possono trarre elementi più oggettivi e verificabili a proposito di tale questione, in particolare dal carteggio giovanile con Angelo Romanò. In due lettere della fine del 1944, che i due si scambiano quando Bufalino era ricoverato all'ospedale di Scandiano a causa dell'insorgere della tisi, a un certo punto si tocca il problema della traduzione:
Alcuni passaggi della risposta di Romanò:
Questa passione è verificabile anche nei vari richiami che l'autore fa nella sua narrativa. In alcuni passi de Il Malpensante, secondo Bufalino
In un altro aforisma, Bufalino chiarisce:

### La "Città teatro"

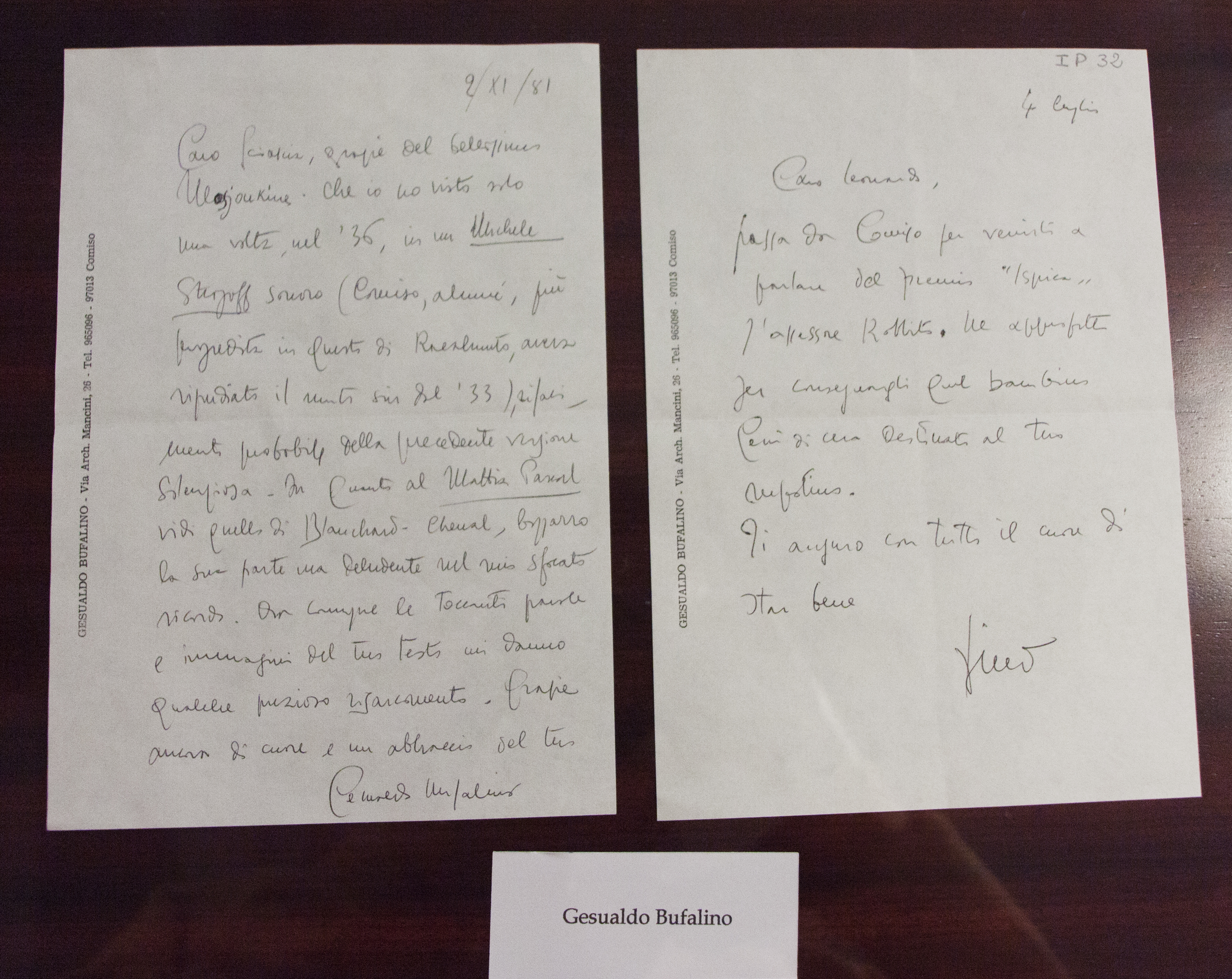
Lettere di Bufalino a Sciascia

Non indifferente la passione e l'amore che Bufalino nutriva per la sua Comiso, che ebbe a definire Città teatro: poiché in qualsiasi angolo è possibile assistere ad uno spettacolo; il paese assume il significato di luogo di intimità collettiva: mercato, arengo, chiesa, teatro, camposanto….
L'autore descrive il suo paese in ogni minuzia, dalla posizione geografica all'architettura dei palazzi, dalle vicende cittadine alle caratteristiche della popolazione che lo abita.
Comiso è uno dei dodici comuni della provincia ragusana, sorto con ogni probabilità nei pressi dell'antica Casmene, colonia siracusana fondata su un precedente insediamento siculo. Gradevole è la sua posizione: situata ai piedi dei monti Iblei, si estende fino alla fertile pianura della valle dell'Ippari, a pochi chilometri dal Mediterraneo. La cittadina durante il periodo medievale fece parte della prestigiosa contea di Modica e passò sotto diversi signori fino a che nel 1423 fu comprata dai Naselli che la possedettero sino alla fine della feudalità in Sicilia (secolo XVIII). Nacquero così importanti edifici civili e religiosi e, tra Cinquecento e Seicento, i principali monumenti della città. Un disastro doveva però cancellare tale splendore: il devastante sisma del 1693, che azzerò quasi completamente l'aspetto medievale di Comiso (e del Val di Noto) e impegnò le maestranze locali in un'opera di ricostruzione della città in forme barocche.
Bufalino ha saputo catturare, fotografare con le parole, immagini visive ed emotive del suo paese natale restituendocele intensificate o affascinanti. È stato infatti esploratore instancabile e attento di ogni angolo di quel pezzetto di terra da cui ha tratto tanta ispirazione. Comiso può così vantare un repertorio di belle pagine letterarie che la vedono protagonista, per opera di chi c'è nato, vissuto e ne ha saputo capire le peculiarità.
L'autore ha dedicato molti scritti alla sua città, soprattutto alle vicende del passato, non tralasciando però di soffermarsi anche su quelle attuali spesso fonte per lui di rammarico e di dolore. Una giovanile poesia bufaliniana è dedicata all'Ippari:
Ippari vecchio, bianchissimo greto,
a te ho consegnato la mia infanzia,
l'empia novella t'ho raccontato.
Come serpi nelle tue crepe
stanno tutti i miei giorni ad aspettarmi,
sotterrata nelle acque tue
c'è la pietra del mio cuore.
Ippari vecchio fiume di vento,
voglio un'estate venirti a trovare.
Quanta rena di tempo è volata
fra le tue sponde di luce veloce,
quante tacquero trecce scellerate
ai davanzali che non scorgo più.
Ah moscacieca d'occhi e di scialli,
ah vaso di basilico scuro,
bocca murata dell'amor mio!
Ippari vecchio, fiume ferito,
fammi sentire la tua voce ancora.
Per strade rosse me ne sono andato,
per strade nere ritornerò;
col guizzo estremo d'aria fra le labbra
da lontano il tuo nome griderò.
Arrivare potessi alla tua foce
di crete pigre, di canne dolenti,
dove ti cerca sterminato il mare.
Ippari vecchio, zingaro fiume,
dove tu muori voglio anch'io morire.»
Cuore pulsante della Comiso attuale, come alle origini della sua fondazione, è la Piazza Fonte Diana, con al centro la fontana dedicata alla dea. La sorgente alimentava un tempo il complesso termale romano adiacente, del quale sono venuti alla luce i resti di un fantasioso mosaico pavimentale raffigurante Nettuno fra Nereidi e delfini.
La piazza è interamente delimitata da edifici quasi tutti risalenti al periodo tra fine Ottocento e inizio Novecento; tra essi è il palazzo comunale di stile neoclassico. Bufalino amava rimarcare la piccola circonferenza della piazza, facendo sosta nei vari bar, empori, edicole, banche, saloni da barba, associazioni e circoli.
Molto cara allo scrittore è stata anche Piazza delle Erbe, dove sorge il complesso che una volta formava l'antico mercato ittico. Negli ultimi anni della sua vita questo posto costituì una delle abituali mete giornaliere di Bufalino, il quale, dopo la solita visita in piazza Fonte Diana, amava
Il ricordo bufaliniano è sollecitato anche da aspetti negativi della Comiso moderna, come quella specie di "invasione" subita dal suo paese nei primi anni ottanta, di cui lo scrittore fu ancora una volta testimone. Nell'estate del 1981, durante un acutizzarsi della guerra fredda, accordi della NATO stabilirono l'installazione di un certo numero di testate nucleari a Comiso. Per l'impianto della base missilistica venne scelto il vecchio aeroporto militare "Vincenzo Magliocco", costruito durante il regime fascista a una manciata di chilometri dal centro abitato. Quarant'anni dopo la seconda guerra mondiale, tornato a essere teatro di morte, l'aeroporto "Magliocco" ospita congegni di distruzione terribili; anche in questo frangente Bufalino ha delle cose da dire:
Con motivazioni totalmente differenti, Bufalino e il suo paese per una strana coincidenza divennero pertanto improvvisamente celebri nello stesso anno. L'autore venne ripetutamente interpellato sull'argomento dei missili e soprattutto sui tanti movimenti pacifisti che in quegli anni dilagavano per le piazze e le strade comisane, protestando contro la guerra nucleare e "l'invasione americana".
Ciò che lo scrittore provava, dunque, non era tanto il terrore che Comiso potesse essere l'obiettivo prioritario di una guerra atomica, quanto, coerentemente con la sua totale sfiducia verso chi detiene il potere politico,

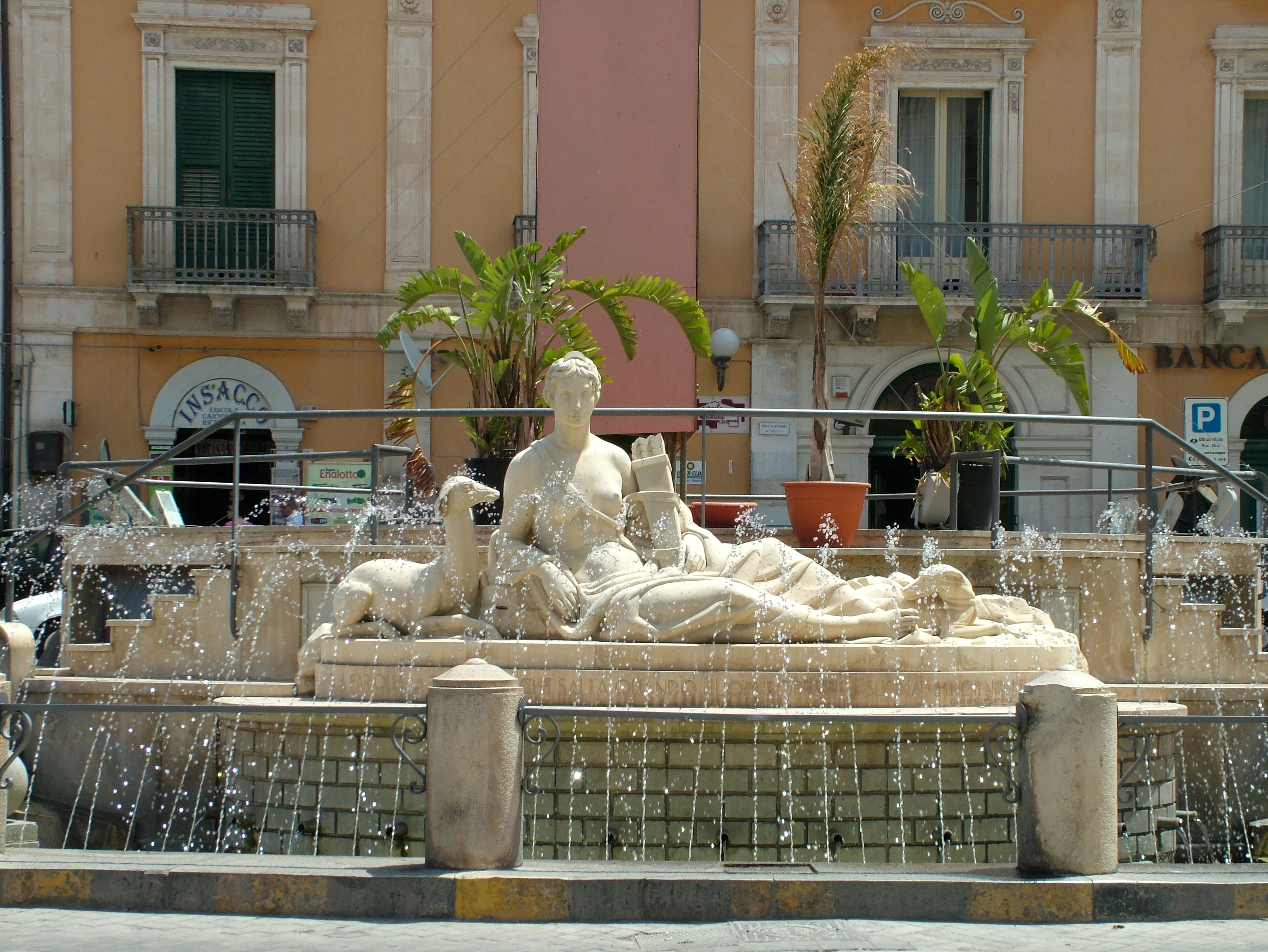
La fontana Diana a Comiso

Per intravedere una soluzione l'autore consiglia ironicamente di nominare due poeti a capo delle due superpotenze. Nel 1987 le due superpotenze raggiungono l'accordo sulla riduzione delle armi nucleari, che precede lo smantellamento dei missili della base comisana avvenuto nel 1991, facendo tirare un sospiro di sollievo a Bufalino e al suo paese.
Ma la Comiso narrata da Bufalino è soprattutto quella del tempo che fu, che è rimasta incastonata nel suo cuore e di cui possiamo verificare il commosso ricordo principalmente nel dialogo col "mondo di ieri" di Museo d'ombre. Pur considerando il breve "periodo nucleare" e le ormai tante evoluzioni, il paese bufaliniano è rimasto comunque una cittadina dalle dimensioni ancora umane. Proprio questo motivo ha portato l'autore alla scelta decisiva di restare nella sua "reggia-prigione"; egli non si è mai stancato col pensiero di rivisitarla in ogni aspetto, traendone infinite suggestioni per le sue pagine. Faceva volentieri a meno di viaggiare preferendo i viaggi mentali da attuare attraverso le parole dei suoi autori più amati. Tra i tanti modi di viaggiare "il modo supremo", per Bufalino,
Per Comiso, un paese di sangue dolce, di rumori fantastici, di lune, di serenate, Bufalino si aggirava tranquillo, con confidenza, soprattutto nei luoghi a lui più cari, quelli della sua giovinezza. Negli ultimi anni della sua vita tendeva ad avere un costante apparato di abitudini e riti quotidiani da osservare scrupolosamente; infatti le sue giornate prevedevano, dopo un paio d'ore dedicate alla lettura e alla scrittura, la passeggiata mattutina per le vie del centro storico fino alla biblioteca comunale, dove sostava anche solo per respirare l'odore familiare dei libri e per il piacere di sfogliarli. Da quella comunale passava poi alla "sua" biblioteca nei saloni del vecchio mercato del pesce, sotto i cui portici conversava con gli amici.
Il suo pomeriggio scorreva tranquillo tra letture, disbrigo della posta, musica, prima di prendere il cammino verso la solita Piazza Fonte Diana. Da qui raggiungeva il vicino Circolo di Cultura Casmeneo e Diana, dove trascorreva due ore piacevoli in compagnia degli amici tra partite di bridge, scala quaranta o con gli scacchi e dove osservava con insaziabile curiosità le piccole "scenette teatrali" che i soci del circolo erano naturalmente portati a recitare. A casa sprofondava nuovamente tra libri, videocassette, dischi, tenendo costantemente a portata di mano un foglio su cui appuntare un'idea, una frase o una semplice parola.
Pur nella sua "reclusione" cittadina, le innumerevoli finestre aperte su molteplici mondi gli consentivano infatti di scavalcare
Comiso, allora, buco nero, reggia-prigione, bunker, santuario, tana, ventre protettivo, polmone d'acciaio (tutte definizioni che Bufalino diede del suo paese), diventa l'ostacolo necessario per superare il confine dell'orizzonte.

## Bufalino nel cinema
Il primo regista a cimentarsi con i testi di Bufalino è stato Beppe Cino. Da Diceria dell'untore Cino trae il film omonimo (Diceria dell'untore), uscito nel 1990. Nel 2007, Cino realizza Quell'estate felice, liberamente tratto da Argo il cieco.
Nel 2010, il musicista, pittore e regista Franco Battiato ha realizzato Auguri don Gesualdo, un docufilm sullo scrittore utilizzando materiale e interviste inedite. Franco Battiato a tal proposito ha dichiarato: «Vorrei riuscire a far vedere la sua grazia. Riuscire a raccontare l'uomo più che lo scrittore, grandissimo, che tutti già conoscono. Ho realizzato questo docufilm con affetto.» Franco Battiato parlando di Bufalino e del docufilm racconta un aneddoto riguardo al suo rapporto con lo scrittore Vincenzo Consolo di cui disse: «Questo l'ho cancellato anche dalla lista dei miei nemici.» Non è chiara la ragione del conflitto tra i due, forse si trattava semplicemente di una forma di invidia per il rapporto privilegiato instauratosi tra Sciascia e Bufalino.
Nel 2007 il regista iraniano Nosrat Panahi Nejad ha realizzato il docufilm La scomparsa di Gesualdo Bufalino, amaro miele: la voce fuori campo è di Gesualdo Bufalino che recita alcune sue poesie tratte da L'amaro miele.

## Opere

### Narrativa e poesia
- Diceria dell'untore, romanzo, insieme al volumetto Istruzioni per l'uso, Palermo: Sellerio, 1981, 1990; insieme a Istruzioni per l'uso e Museo d'ombre, Milano: Bompiani, 1982; con prefazione, cronologia e bibliografia di Francesca Caputo e con un'intervista di Leonardo Sciascia, Milano: Bompiani, 2001. ISBN 978-88-452-9152-4
- L'amaro miele, poesie, Torino: Einaudi, 1982, 1989 (nuova ed. accresciuta), 1996
- Dicerie coniugali, Palermo: Sellerio, 1982.
- Museo d'ombre, Palermo: Sellerio, 1982.
- Il vecchio e l'albero, racconto, con un'incisione originale di L. Cottini, Milano: Sciardelli, 1983; poi pubblicato ne L'uomo invaso, 1984.
- Argo il cieco ovvero i sogni della memoria, romanzo, Palermo: Sellerio, 1984, 1990. ISBN 978-88-452-4633-3
- La bellezza dell'universo, racconto, con tre disegni e un'incisione di A. Manfredi, Cava dei Tirreni: Avagliano, 1986; ne L'uomo invaso, 1986.
- L'uomo invaso e altre invenzioni, racconti, Milano: Bompiani, 1986, 1989. (Premio letterario Racalmare Leonardo Sciascia 1986)
- Saline di Sicilia, Palermo: Sellerio, 1988.
- Le menzogne della notte, Milano: Bompiani, 1988, 1990; Milano: CdE, 1988; edizione scolastica a cura di Nunzio Zago, Milano: Bompiani, 1991; con introduzione e note di Nunzio Zago, cronologia e bibliografia di Francesca Caputo, 2001. ISBN 978-88-452-9150-0
- Il matrimonio illustrato (con la moglie Giovanna), Milano: Bompiani, 1989; Milano: CdE, 1990.
- La panchina, racconto pubblicato nel volume Trittico insieme a Catarsi di Vincenzo Consolo e Quando non arrivarono i nostri di Leonardo Sciascia e Antonio Di Grado, Catania: Sanfilippo, 1989.
- Invito alle "Fêtes galantes" di Verlaine, con incisioni di C. Tolomeo, Milano: Sciardelli, 1989. Ripubblicato in Saldi d'autunno.
- Calende greche, frammenti di una vita immaginaria, Napoli: Guida, 1990;  Farigliano (CN): Milanostampa, 1990; col titolo Calende greche, ricordi d'una vita immaginaria, edizione riveduta dall'autore, Milano: Bompiani, 1992. ISBN 978-88-452-1829-3
- Saldi d'autunno, Milano: Bompiani, 1990, 2002.
- Pagine disperse, Caltanissetta: Salvatore Sciascia Editore, 1991. Edizione pubblicata dal comune di Comiso in occasione del sessantesimo compleanno dell'autore.
- Qui pro quo, romanzo, Milano: Bompiani, 1991; con uno scritto di Giuseppe Traina, ivi, 2003.
- Rondò della felicità, con tre acqueforti di P. Guccione, Trento: La Corda Pazza Edizioni di Lillo Gullo e Flora Graiff, 1991.
- Secondo battesimo, con incisioni di P. Guccione, Trento: Gullo, 1991.
- Sillabario del peccato, con una serigrafia di S. Fiume, Manduria-Bari-Roma, Lacaita: "Fogli da Borgo Celano", 1992.
- Il Guerrin meschino, frammento di un'opra di pupi, Catania: Il Girasole, 1991; Milano: Bompiani, 1993; con un'introduzione di Alberto Cadioli, 1998.
- Lamento del vecchio puparo, Roma: Edizioni dell'Elefante, 1992.
- Cento sicilie, antologia di testi a cura di Nunzio Zago, La Nuova Italia, 1993.
- I languori e le furie, poesie, Catania: Il Girasole, 1995.
- Il fiele ibleo, Cava dei Tirreni: Avagliano, 1995.
- Tommaso e il fotografo cieco, romanzo, Milano: Bompiani, 1996. ISBN 978-88-452-5493-2 (Premio letterario Racalmare Leonardo Sciascia 1996)
- Opere. 1981-1988, a cura di Maria Corti e Francesca Caputo, introduzione di Maria Corti, Milano: Bompiani, 1992, 2010. ISBN 978-88-452-5782-7
- Opere. 1989-1996, a cura di Francesca Caputo, Milano: Bompiani, 2007. ISBN 978-88-452-5784-1

### Saggi, aforismi e lettere
- Prefazione e le sezioni Una città teatro, Miseria e malavita a Comiso e Museo d'ombre in AA.VV., Comiso viva, 1976.
- Cura dell'album fotografico Comiso ieri. Immagini di vita rurale e signorile, Palermo: Sellerio, 1978.
- Mod. 740, con un'incisione all'acquaforte di F. Rognoni, Milano: Sciardelli, 1984; ripubblicato in Cere perse col titolo ''Il gabelliere e le muse''.
- Cere perse, Palermo: Sellerio, 1985
- Il malpensante, lunario dell'anno che fu, Milano: Bompiani, 1987.
- Dizionario dei personaggi di romanzo. Da Don Chisciotte all'Innominabile, saggio, Milano: Il Saggiatore, 1982; Milano: Mondadori, 1989.
- Testo dell'album fotografico di G. Leone, L'isola nuda, 1989.
- Cur? Cui? Quis? Quomodo? Quid?, atti del wordshow-seminario sulle maniere e le ragioni dello scrivere, Taormina: Edizione di "Agorà", 1989.
- La luce e il lutto, Palermo: Sellerio, 1988 (raccolta di elzeviri e aforismi)
- L'inchiostro del diavolo, con un'acquaforte di S. Viganone, Milano: Sciardelli, 1991 (già raccolto in Cere perse)
- Testo dell'album fotografico AA.VV., Il tempo in posa, Palermo: Sellerio, 1992.
- Carteggio di gioventù (1943-1950), raccolta di lettere con Angelo Romanò, Catania: Il Girasole, 1994.
- Bluff di parole, Milano: Bompiani, 1994 (aforismi)
- L'enfant du paradis. Cinefilie, con prefazione di V. Zagarrio e postfazione di A. Di Grado, Comiso: Salarchi Immagini, 1996.
- Verga e il cinema. Con una sceneggiatura verghiana inedita di Cavalleria rusticana, testo di Gesualdo Bufalino a cura di Nino Genovese e Sebastiano Gesù, Catania, 1996.

### Traduzioni
- Jean Giraudoux, Susanna e il Pacifico, Palermo: Sellerio, 1980.
- Madame de La Fayette, L'amor geloso (con P. Masino), Palermo: Sellerio, 1980.
- Paul-Jean Toulet, Controrime, Palermo: Sellerio, 1981.
- Charles Baudelaire, I fiori del male, Milano: Mondadori, 1983.
- Terenzio, Adelphoe, Istituto del Dramma Antico, 1983.

### Curatele
- Matteo Maria Boiardo, Opere, scelta e introduzione di Gesualdo Bufalino, Roma: Istituto poligrafico e Zecca dello Stato, 1995.
- Gualberto Alvino, Tra linguistica e letteratura. Scritti su D'Arrigo, Consolo, Bufalino, «Quaderni Pizzutiani IV-V», Roma, Fondazione Pizzuto, 1998.
- Nel più remoto angolo della remota Sicilia. Lettere di Gesualdo Bufalino a Gualberto Alvino a cura del destinatario, in "Fermenti", XXXIII 2003, 225 pp. 15–22.
- Gustave Flaubert, Memorie di un pazzo, Firenze: Passigli, 2007.

### Incontri documentati
- Esprimere la propria memoria. Incontro con Gesualdo Bufalino, Liceo Ginnasio "Vittorio Emanuele II", Palermo 18 dicembre 1995.
- Essere o riessere, conversazione con Gesualdo Bufalino, a cura di Paola Gaglianone e Luciano Tas, nota critica di Nunzio Zago, Roma: Omicron, 1996.
- Auguri don Gesualdo: un docufilm di Franco Battiato su Gesualdo Bufalino, consulenza letteraria di Manlio Sgalambro, voce narrante di Giulio Brogi, MIlano, Bompiani, 2010 ISBN 978-88-452-6586-0